# Andreas Juliebø
Andreas Nikolai Juliebø, född i Borgund i nuvarande Ålesunds kommun 2 oktober 1857, död 15 oktober 1928 i Kiruna, var präst och missionär i Svenska kyrkan.

## Biografi
Juliebø utbildades vid Johannelunds missionsinstitut i Bromma och prästvigdes 16 november i Härnösands stift för tjänst som missionär och sjömanspräst. Han hade kortare förordnanden som vikarierande komminister i Åre och i Torp, som kontraktsadjunkt inom Västerbottens fjärde kontrakt och inom Västerbottens tredje kontrakt, samt som järnvägspräst vid järnvägslinjen Gällivare–Riksgränsen. Längre förordnanden hade han som missionär i Narsingpur i Indien, där han tjänstgjorde 1886–1889, och som gruvpredikant och senare komminister i Kiruna, där han verkade från 1903.
En gata i Kiruna är uppkallad efter Juliebø.